# Grønhaug
Grønhaug er en stor gravhøj ved Bø ungdomsskole, omkring 1 km nord for kirkestedet på Avaldsnes, Karmøy. Højen blev undersøgt af Haakon Shetelig i 1902. Den indeholdt en skibsgrav; en omtrent 15 meter lang båd med rester af en mandsgrav fra slutningen af 700-tallet.

## Sheteligs undersøgelse
Højen er ca. 30 meter i diameter og fire meter høj, den ligger ca. 20 meter over havet og i forlængelsen af rækken med bronzealderhøjer på Reheia. Man gik ud fra, at denne høj var fra bronzealderen, og det var udgangspunktet for Shetelig. Han var inspireret af Oscar Montelius' arbejde og havde bestemt sig for at specialisere sig i bronzealderen. Han havde helt bevist valgt en storhøj ved Avaldsnes som udgravningsobjekt på grund af chancen for at finde en intakt høvdingegrav, idet han mente der var god mulighed for, at en grav inde i højen stadig var intakt. Han gik ind i højen med en tre meter bred skakt fra nordsiden og kunne konstatere at højen var bygget som en kernerøse dækket af en jordkappe, hvilket ikke er usædvanligt for norske gravhøje. Tværs gennem røsen var en forsænkning, og i den var der sat en båd.
Skakten blev udvidet og båden fritlagt. Inde i den lå resterne af gravgodset. Graven var plyndret og gennemrodet. Alligevel var enkelte genstande bevaret. Det mest spektakulære er et fragment af et meget fint engelsk glasbæger, trækar og drejede træskåle. Der blev også fundet enkelte dele af et skelet. Det mest fremtrædende var dog rester af tekstiler; tæpper og dyner, som blev fundet i hele højen og ud gennem gravrøvernes indgangsskakt. Shetelig gjorde ikke noget forsøg på at datere fundet ud over, at han gik ud fra at det var fra vikingetiden.

## Senere analyser
Grønhaugfundet kom antageligvis i skyggen af Osebergskibet, og det fik kun lidt opmærksomhed i første halvdel af 1990-tallet. I 1980 gjorde Bjørn Myhre et forsøg på at datere flere af Norges mere anonyme skibs- og bådfund, heriblandt Grønhaugbåden. Ved hjælp af studier i skibsteknologi og radiologisk datering kom han frem til, at det sandsynligvis er ældre end vikingetiden og nok stammer fra germansk jernalder.
Senere har Arnfrid Opedal udført flere C14-dateringer og kommet frem til en datering til 880-970, dvs. vikingetid. I 2009 lykkedes det at give en dendrokronologisk datering. Den viste, at båden blev bygget omkring 780 og graven anlagt 790-795.